# Meiglyptes tukki
Meiglyptes tukki là một loài chim trong họ Picidae.